# ジャック幼児教育研究所
ジャック幼児教育研究所(じゃっくようじきょういくけんきゅうじょ）は関東地方を中心に展開している小学校受験専門の学習塾。

## 概要
関東地方を中心に1都2県15教室を展開する小学校受験専門の学習塾

## 沿革
- 1969年　子供向け体操教室「Junior Athletic Club」としてはじまる
- 1975年 「受験体操」クラスを開設
- 1977年　幼稚園・小学校受験の総合指導教室を展開開始
- 2009年  設立40周年を迎え、ロゴマークを一新

## 教育理念
1. 礼儀、尊敬の念を重んじる
2. 体力、気力の充実をはかり、くじけることのない精神を養成する
3. 物の存在意義を理解させ、研究心を起こすように導く
4. オリジナリティを持ったユニークな人間づくりを行う
5. 自分の考えを堂々と話せる国際人を養成する

## 校舎所在地

### 東京都
- お茶の水教室
- 白金台教室
- 桜新町教室
- 渋谷教室
- 広尾教室
- 目白駅前教室
- 成城教室
- 田園調布教室
- 四谷教室
- 吉祥寺教室

### 神奈川県
- 横浜元町教室
- あざみ野教室

### 埼玉県
- 浦和教室